# Фітеума (заказник)
Фітеума — ботанічний заказник місцевого значення. Об'єкт розташований на території Володимирського району Волинської області, за межами с. Трубки Павлівської сільської територіальної громади, на схід від села, поруч із автодорогою сполученням Горохів - Павлівка (Автошлях Т 0302).
Площа — 5 га, статус отриманий на підставі рішення Волинської обласної ради від 12.03.2020 № 29/22.
Ділянка місця зростання нехарактерного для лучно-болотної рослинності рідкісного на рівнині карпатського виду — фітеума куляста (Phyteuma orbiculare L.). Цей західноєвропейсько-середземноморський неморально-монтанний багаторічник знаходиться в Україні на східній межі ареалу. На території Волинської області зареєстрований лише вдруге — один гербарний аркуш зберігається в фондах Волинського краєзнавчого музею, зібраний польським природодослідником Стефаном Мацком в околицях с. Жабка колишнього Ківерцівського (тепер Луцького) району в минулому столітті.

## Галерея

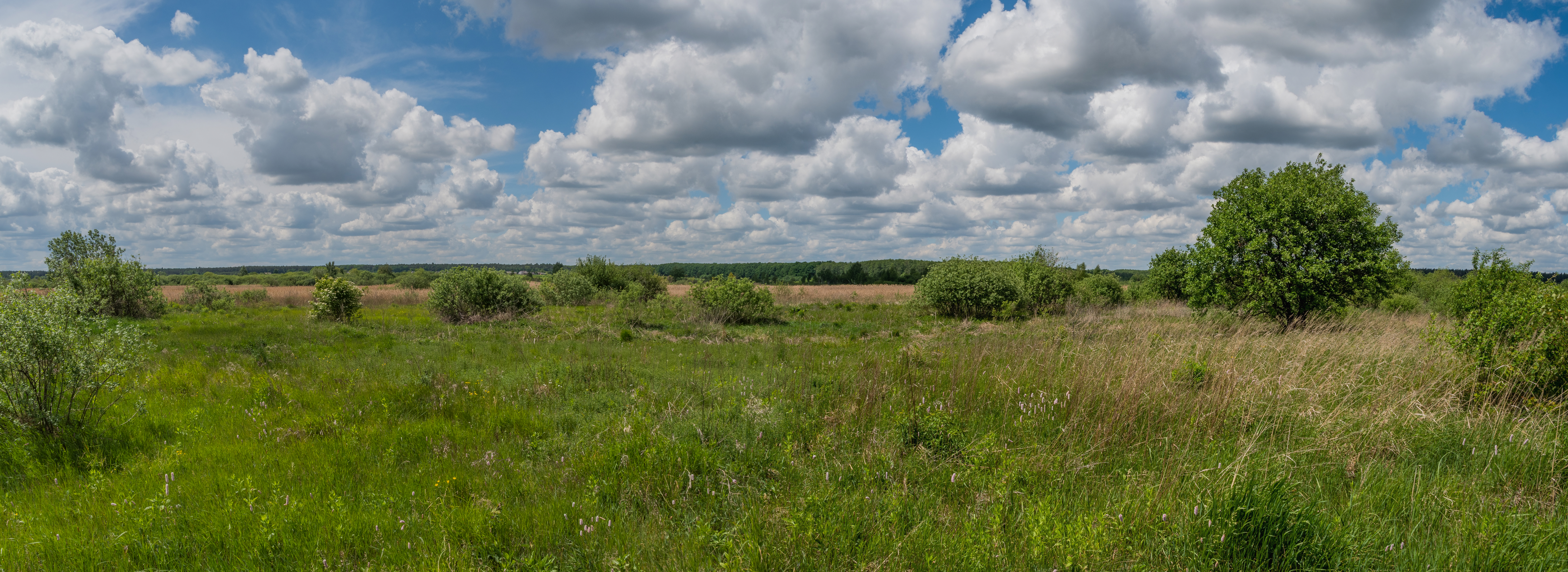
Панорама зі сходу
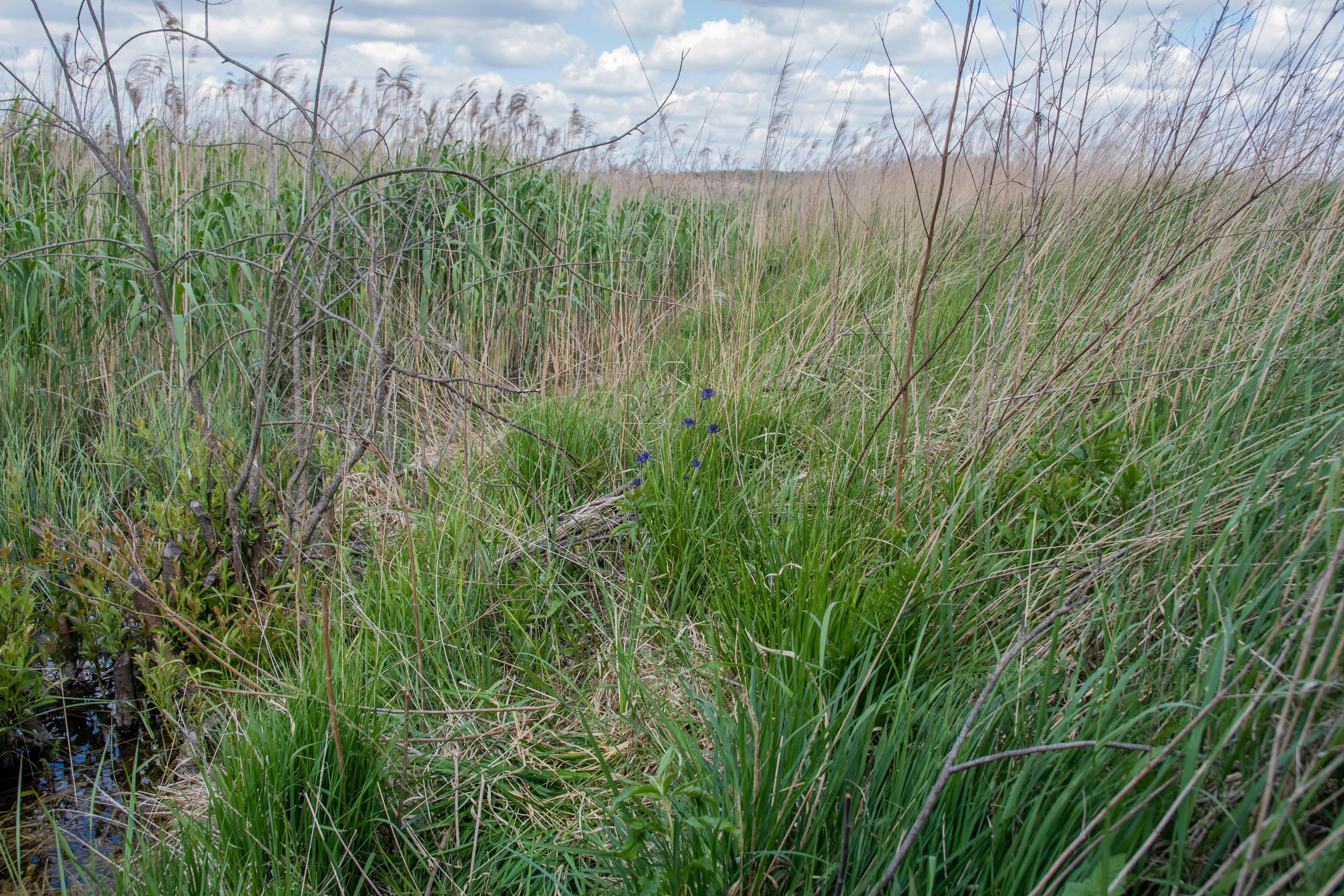
Біля каналу
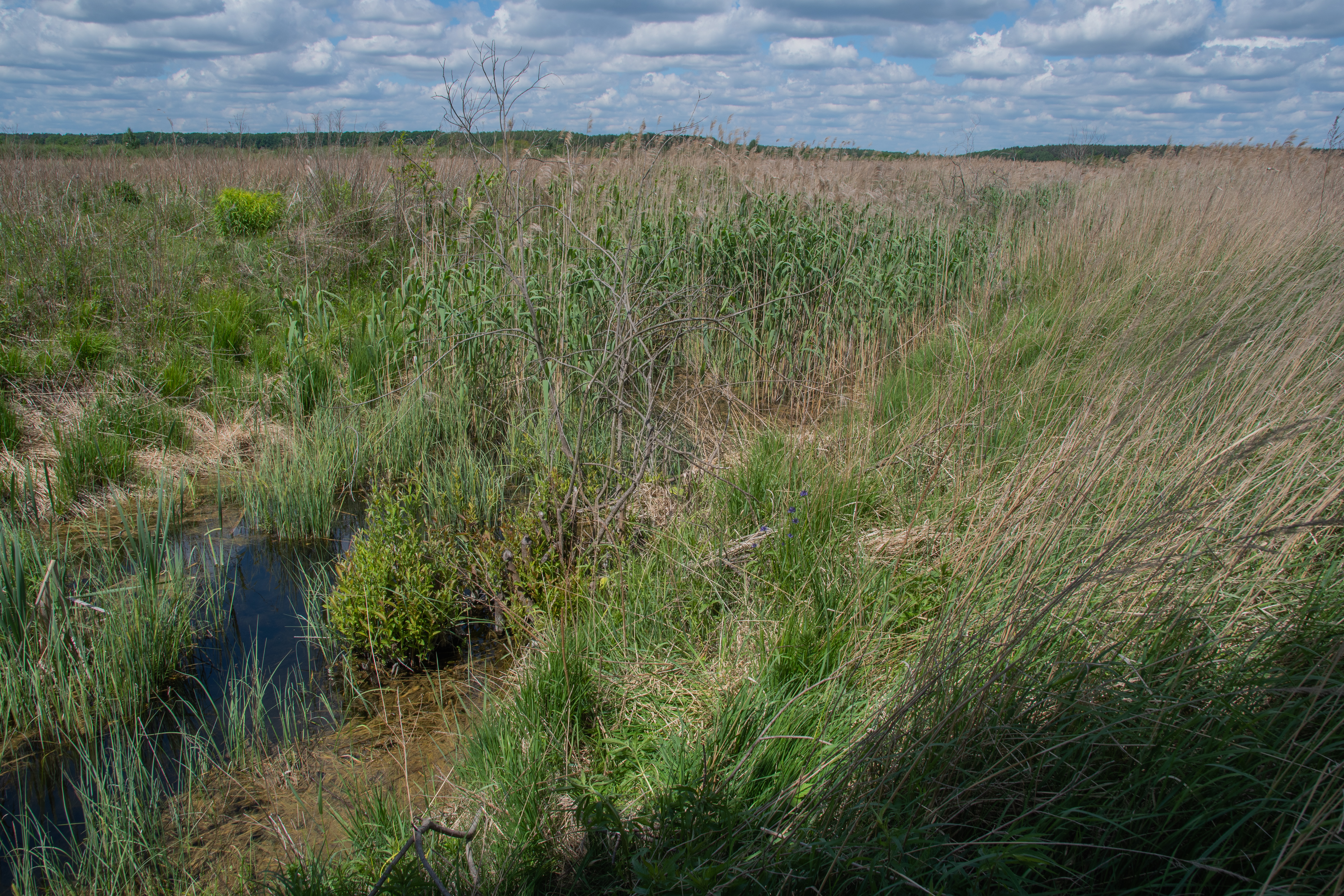
Біля каналу
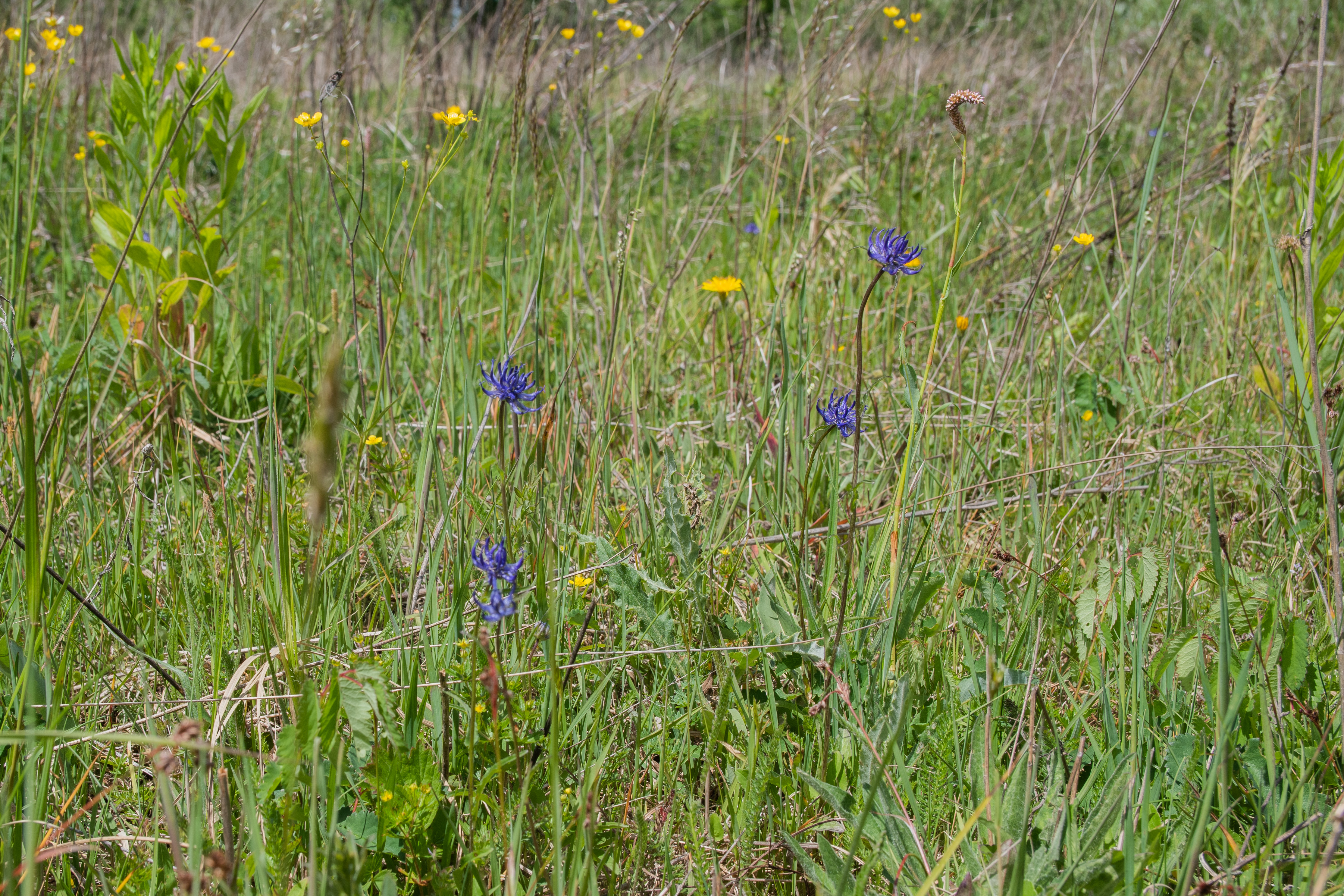
Фітеума куляста серед інших трав
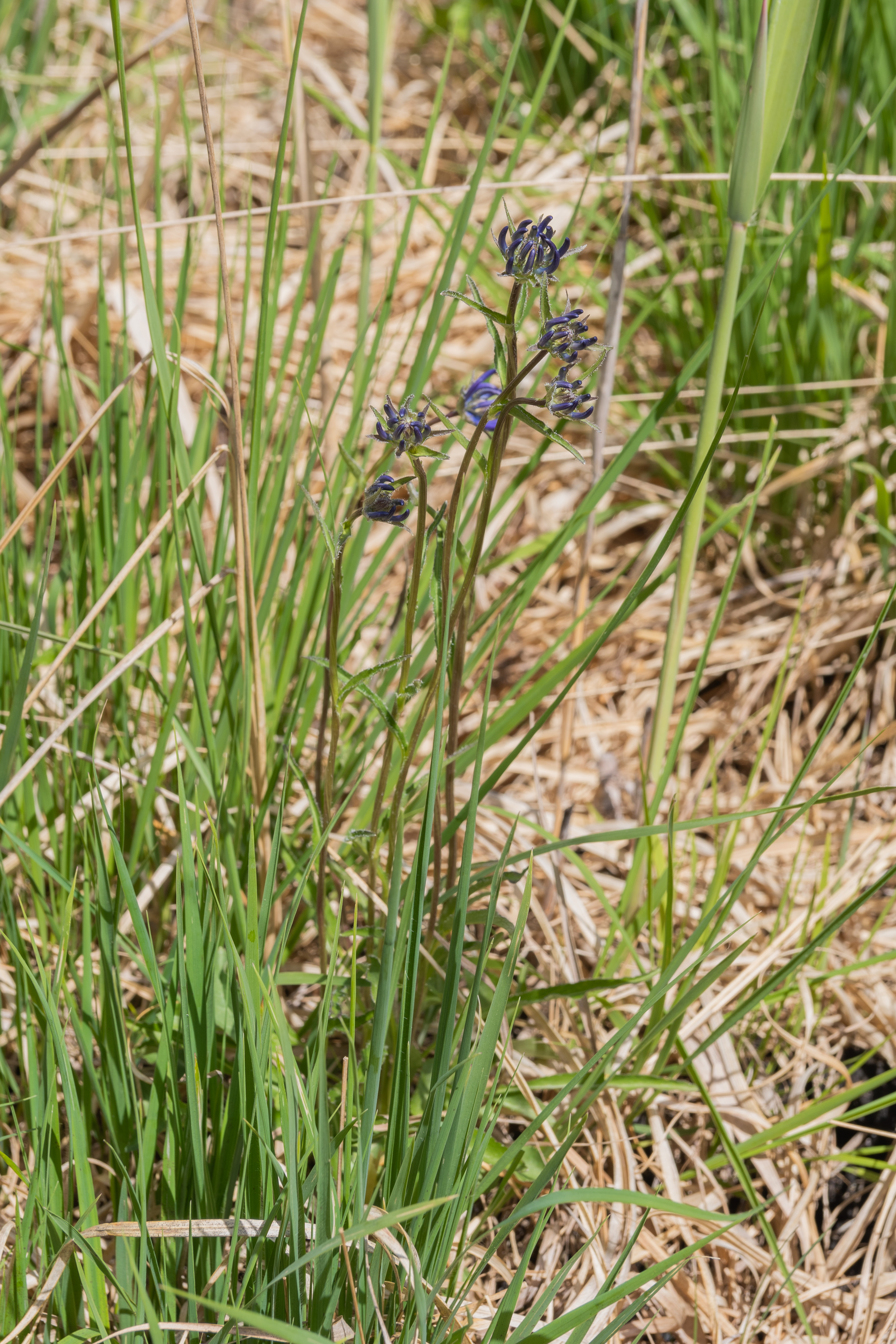
Фітеума куляста